# Ângela Diniz
Ângela Maria Fernandes Diniz (Curvelo, 10 de novembro de 1944 – Armação dos Búzios, 30 de dezembro de 1976) foi uma socialite brasileira assassinada em uma casa na Praia dos Ossos, em Armação dos Búzios, no estado do Rio de Janeiro, pelo seu companheiro, Raul Fernando do Amaral Street, conhecido como Doca Street.

## Biografia
Ângela Diniz era filha de Newton Viana Diniz e Maria do Espírito Santo Fernandes Diniz. Casou-se aos 17 anos com o engenheiro Milton Villas Boas, 31 anos, com quem teve três filhos. O relacionamento durou 9 anos e, quando terminou, o casal fez um acordo judicial de desquite, já que o divórcio não era permitido à época. No acordo, Ângela recebeu uma pensão mensal e uma mansão em Belo Horizonte, porém, a guarda dos três filhos ficou com Milton.
Em junho de 1973, José Avelino dos Santos (vulgo Zé Pretinho), então caseiro e vigia da casa de Ângela, foi assassinado à noite com um tiro no rosto. O corpo foi encontrado no lado de fora da casa, próximo à janela, e tinha uma faca na mão e a braguilha aberta com sinais de ejaculação. Inicialmente, Ângela assumiu a culpa, alegando legítima defesa. Entretanto, as investigações demonstraram que havia uma terceira pessoa na casa, e descobriu-se que Ângela era amante do milionário mineiro Arthur Vale Mendes, conhecido como Tuca Mendes, herdeiro do grupo Mendes Júnior. No depoimento, Ângela disse que teria assumido a culpa para proteger Tuca, pois ele era casado e o relacionamento dos dois ainda não era de conhecimento geral. Tuca alegou que havia visto um vulto do lado de fora da casa, foi verificar o que era e a pessoa o atacou, por isso ele reagiu, matando-o. As circunstâncias reais do crime jamais foram esclarecidas. À época, surgiram boatos que Ângela e José Avelino teriam um relacionamento, Tuca descobriu e matou-o Porém, pessoas próximas a Ângela negaram o caso, afirmando que ela seria racista demais para se relacionar com um negro. Outra hipótese é que Tuca teria encontrado José Avelino se masturbando escondido do lado de fora da casa, observando Ângela, e matou-o. Ao final, Tuca Mendes foi condenado a dois anos com sursis, isto é, com suspensão condicional da pena e liberado.
Devido ao escândalo causado pelo crime, Ângela e Tuca se separaram, e ela decidiu afastar-se de Minas Gerais e mudou-se para o Rio de Janeiro. Na capital carioca, conheceu o colunista social Ibrahim Sued, com quem teve um breve relacionamento, e que a apelidou de "Pantera de Minas".
No Natal de 1974, Ângela visitou seus filhos em Belo Horizonte, e ao retornar ao Rio de Janeiro, decidiu trazer consigo sua filha, sem avisar a família do seu ex-marido. Milton Villas Boas deu queixa de sequestro. Mesmo Ângela retornando a menina a Belo Horizonte uma semana depois, Milton manteve o processo e Ângela foi condenada a seis meses de prisão pelo sequestro da sua filha.
Em 1975, por meio de uma denúncia anônima, Ângela foi presa sob a acusação de esconder mais de cem gramas de maconha em sua residência. Para poder responder ao processo em liberdade, ela admitiu ser viciada em drogas.

## Morte

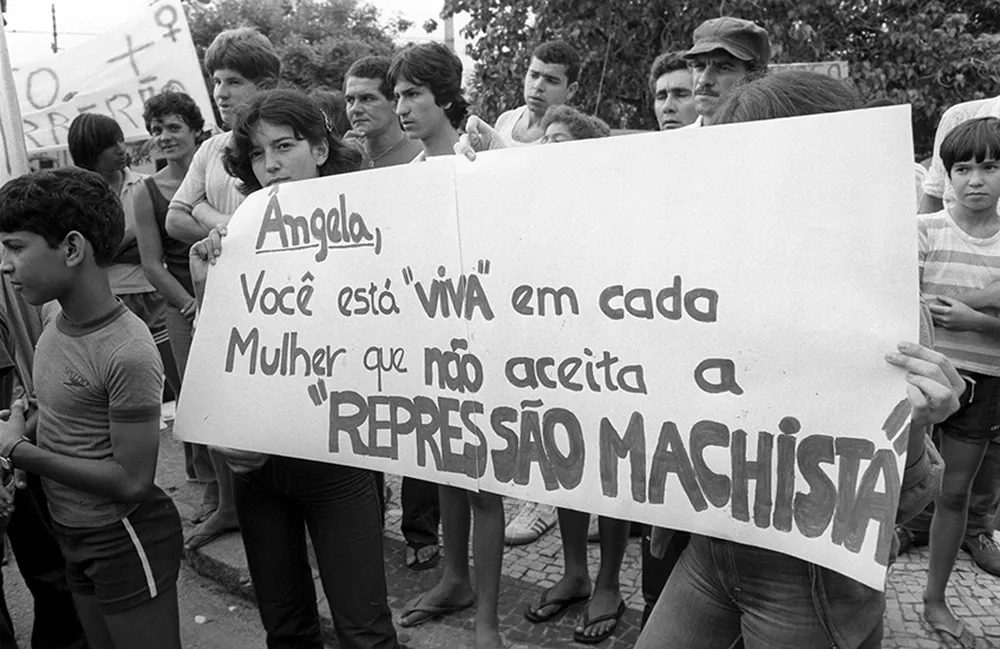
Protesto contra o machismo em frente ao tribunal onde ocorria o julgamento de Doca Street

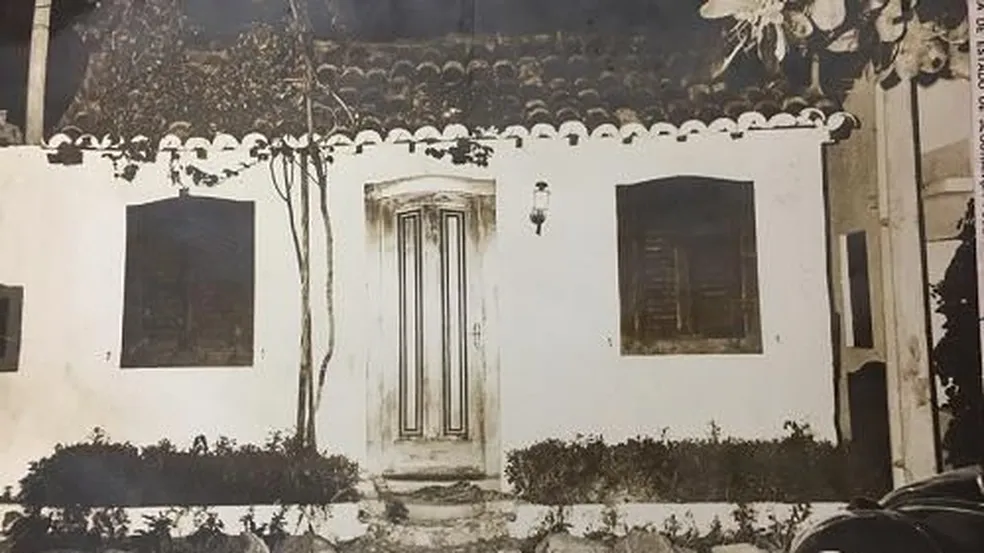
Casa onde Ângela foi assassinada, na Praia dos Ossos, em Búzios

Ângela e Doca namoraram por quatro meses, mas a relação foi marcada por ciúmes e violência doméstica. Doca havia abandonado sua esposa e filhos para morar com Ângela, e em dezembro de 1976, ambos estavam veraneando na Praia dos Ossos, em Búzios, em busca de sossego das colunas sociais.
Na noite do dia 30 de dezembro de 1976, Ângela e Doca tiveram uma discussão e ele saiu de casa. Um tempo depois, ele retornou, houve uma nova briga e Doca assassinou a namorada com três tiros no rosto e um na nuca com uma pistola Beretta.
Após o homicídio, Doca fugiu e permaneceu semanas foragido. Chegou a dar entrevistas para a TV Globo e para revista Manchete, antes de se entregar a polícia em 18 de janeiro de 1977.

## Mídia e memória
Em 1982, a Rede Globo exibiu a minissérie Quem Ama Não Mata, inspirada no assassinato de Ângela Diniz, sob a atuação de Marília Pêra e Cláudio Marzo.
No início dos anos 2000, a vida de Ângela foi cogitada como tema de filme. Seria dirigido por Roberto Farias e teria Deborah Secco como protagonista. Este projeto acabou não realizado.
O programa Linha Direta, da Rede Globo, fez a reconstituição do crime e do julgamento no episódio Ângela e Doca.
Em 2006, Doca Street lançou o livro Mea Culpa, em que dá sua versão.
Outro livro que descreveu, em parte, a história da socialite, é Mulher Livre, de Adelaide Carraro.
Em setembro de 2020, a Rádio Novelo lançou o podcast Praia dos Ossos, que em 8 episódios reconstitui o crime, partindo do questionamento: "como uma mulher desarmada é morta por quatro tiros e vira a vilã da história?". O terceiro episódio tem como título: "Ângela".
Em setembro de 2023, foi lançado o filme Ângela. Foi interpretada por Isis Valverde.
Ângela Diniz é nome de rua em Fortaleza-CE, São Gonçalo-RJ e Armação dos Búzios-RJ. Nesta última, perto da Praia dos Ossos. Em Parauapebas-PA, nomeia uma avenida.